# دریاچه ایونی
دریاچه ایونی (انگلیسی: Ioni) یک دریاچه در ناحیه خودگردان چوکوتکای کشور روسیه است.